# Carlos Barrionuevo
Carlos Barrionuevo (Santa Fe, 29 de diciembre de 1977-Provincia de Entre Ríos, 30 de agosto de 2015) fue un futbolista argentino, que jugaba en la posición de centrocampista.

## Carrera
Durante su carrera jugó en diferentes clubs diferentes países de Sudamérica y Europa. Jugó en la Primera División del Perú y en la Primera División de Argentina. En 2005, da el salto a Europa pasando primero por la Primera División portuguesa jugando con el Penafiel, que acabó como farolillo rojo) y después a Italia, donde jugaría durante cuatro temporada en equipos de la Serie C y una en la Serie B con la Salernitana.
El 27 de diciembre de 2010 rescinde el contratto que lo ligaba al Atlético Roma hasta 2012 por "nostalgia por su tierra y su familia".

## Muerte
El 24 de agosto de 2015 salió con unos amigos a pescar con una barca en el rio Paraná cuando cayó al agua. Tras varios días de búsqueda, se encontró el cuerpo el 30 de agosto  
a un kilómetro y medio del lugar de donde había caído, frente a las costas de Puerto San Martín.

## Equipos
- Estudiantes de Medicina (2000-2001)
- Alianza Lima (2002)
- Danubio (2003)
- Ferro Carril Oeste (2003-2004)
- Gimnasia y Esgrima de Jujuy (2005)
- Penafiel (2005-2006)
- Celano Olimpia (2007)
- Salernitana (2008-2009)
- Cisco Roma (2009-2010)
- Atlético Roma (2010-2015)